# Chionaema sumatrensis
Chionaema sumatrensis är en fjärilsart som beskrevs av Van Eecke 1927. Chionaema sumatrensis ingår i släktet Chionaema och familjen björnspinnare. Inga underarter finns listade i Catalogue of Life.